# Garbí (revista)
Garbí va ser una revista mensual en català de caràcter pedagògic i estudiantil, publicada a Barcelona entre 1931 i 1936. Després de la Guerra Civil, a partir del 1948, la revista va reprendre la seva publicació, amb el mateix títol i la mateixa procedència, però aquesta vegada amb tots els textos en castellà. Un fet que va provocar la pèrdua de l'essència de la revista. La revista estava redactada pels alumnes de l'Escola del Mar, sota la direcció de Pere Vergés. Els continguts de la revista es basaven en contes, narracions de viatges, cròniques de la vida escolar, notícies pedagògiques, observacions sobre llengua i gramàtica, meteorologia, música, bibliografia infantil, informacions sobre la biblioteca de l'escola i un noticiar de les novetats.

## Origen i naixement
La revista Garbí va néixer l'1 de novembre de 1931. La idea va sorgir arran de l'informe Institucions Escolars a l'Aire Lliure que es va presentar en un congrés a Brussel·les el mateix 1931. A partir d'aquí, l'aleshores conseller tècnic de la Comissió de Cultura, Manuel Ainaud, va animar el director de l'Escola del Mar, Pere Vergés, a crear una publicació on s'expliqués la vida de l'escola.

## Història
L'Escola del Mar va ser una escola innovadora i avantguardista, fundada per la Comissió de Cultura de l'Ajuntament de Barcelona i el pedagog Pere Vergés, el 26 de gener de 1922 a la Barceloneta, i dissenyada per l'arquitecte municipal Josep Goday. Pere Vergés dirigia l'escola, juntament amb un equip de mestres il·lusionats per aquest projecte pedagògic.

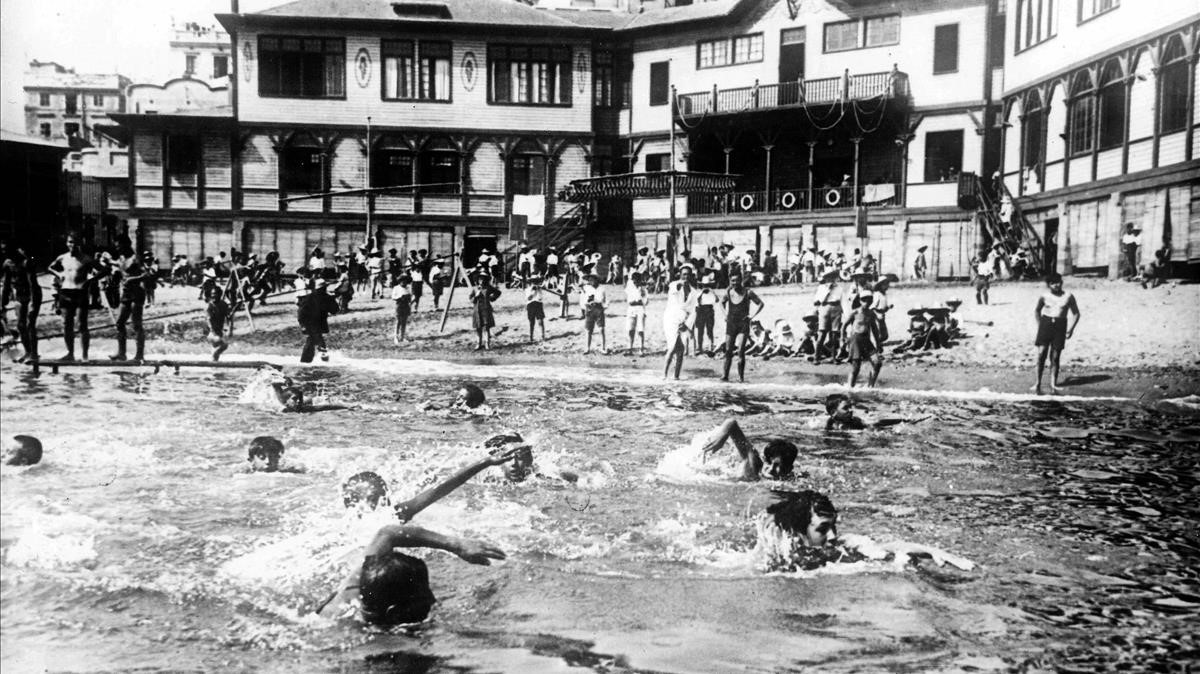
Els alumnes de l'Escola del Mar en una de les activitats a la platja del barri de la Barceloneta

Així doncs, l'Escola del Mar va ser un referent de la renovació pedagògica que oferia una formació integral de ciutadans. Promovia l'autonomia de l'alumnat i la participació en la gestió de l'escola, e el responsabilitzava d'algunes de les activitats i serveis, com ara la biblioteca, el servei meteorològic o l'edició de la revista Garbí. L'escola s'organitzava com una república governada pels alumnes amb igualtat de condicions per a nois i noies. La ubicació especial de l'Escola, a peu de mar, al barri de la Barceloneta, era idònia per als infants amb problemes de salut, i va condicionar-ne el plantejament pedagògic, caracteritzat pel paper central de les activitats esportives i l'observació de l'entorn natural.
Garbí va ser una revista en català publicada mensualment en format 220x160 mm entre el novembre de 1933 i el juny de 1936. La publicació de la revista es va mantenir gràcies a les subscripcions setmanals dels alumnes, amb el preu de 0,10 pessetes, i per la dels altres subscriptors vinculats amb l'escola, amb el preu d'1 pesseta al mes. Els alumnes eren els mateixos creadors i redactors de la revista. És a dir, la revista estava feta pels mateixos alumnes de l'Escola del Mar. Així doncs, la revista surt de la iniciativa i la realització dels escolars. Per això, és un instrument pedagògic més, de singular estima i eficàcia, el qual representa la línia de l'Escola.

## Etapes
La revista va tenir dues èpoques. La primera època va del novembre del 1933 al març del 1934, en què es van publicar els números 1, 2, 3, 4 i 5. La segona època va de l'abril de l'any 1934 al juny de l'any 1936, començant per la publicació del número 6 fins a arribar a la darrera publicació, el número 23.

Durant la primera època, els núm. 1 i 2 van sortir en forma de manuscrits, amb quatre il·lustracions en color diferents per cada exemplar amb un tiratge de 70 exemplars del núm. 1 i de 120 exemplars del núm. 2. Després, els núm. 3, 4 i 5 van evolucionar a ciclostilats. Com a curiositat, cal esmentar que cada portada dels números 3 i 4 és diferent amb un dibuix en color a la coberta. Els alumnes de tota l'Escola van realitzar al llarg de quatre mesos 1.160 dibuixos originals, inèdits i diferents. El tiratge va ser de 200 exemplars. Aquestes revistes de la primera època es van editar amb la tècnica de l'hectografia. Al «Pòrtic» del núm. 3 hi van escriure l'objectiu de la revista:

«Volem que la nostra revista sigui de tots, i que amb el nom de GARBÍ expliqui tot el que fem a l'Escola del Mar. Nosaltres ho explicarem segons la nostra manera de veure-la, els antics alumnes, també segons la seva, que és diferent de la nostra i la dels professors, que és diferent de la nostra i la dels antics alumnes. I així, la visió serà completa.»

El primer consell de redacció el van formar set alumnes d'onze a catorze anys. L'equip es constituïa de dos redactors en cap, dos assessors tècnics, dos administradors i un cal·lígraf esperonats per la mestre dels grans Mercè Barba i el director Pere Vergés.
Finalment, durant la segona època, a partir del núm. 6, la revista es va publicar en format imprès per Art del Llibre al carrer Palma de Sant Just, 4, i més endavant al carrer Lladó, 1 de Barcelona. Les il·lustracions alternen reproduccions fotogràfiques de l'Escola a la coberta i l'interior amb dibuixos en blanc i negre. Les revistes contenen seccions fixes: «Pòrtic», «Cal parlar bé», «Impressions», «Contes», «Noticiari», «La vida que fem a l'Escola del Mar», «La nostra Biblioteca», «Meteorologia», «Escacs», «Música» i «Cròniques».

## Contingut
La revista Garbí va ser la portaveu de l'Escola del Mar. Per tant, els seus continguts es basaven en contes, narracions de viatges, cròniques de la vida escolar, notícies pedagògiques, observacions sobre llengua i gramàtica, meteorologia, música, bibliografia infantil, informacions sobre la biblioteca de l'escola i un noticiar de les novetats. D'aquesta manera, el contingut es podria resumir en les necessitats pedagògiques i la informació de la vida escolar de l'Escola.
Pel que fa als números especials, l'equip va editar els fascicles monogràfics La Vida Social a l'Escola del Mar, l'octubre de 1935, i La Biblioteca dels nens a l'Escola del Mar, el gener de 1936, amb motiu del XIV Aniversari de la Fundació de l'Escola. A més, també destaquen els fulletons dedicats a Nadal i al Dibuix Infantil. Un altre número important va ser el dedicat al Congrés Eucarístic de Barcelona, en els quals els alumnes de l'Escola van prendre part de les seves activitats escolars, orientades per comunicar el sentit eucarístic de l'Assemblea a partir de l'Exposició Escolar.

## Final

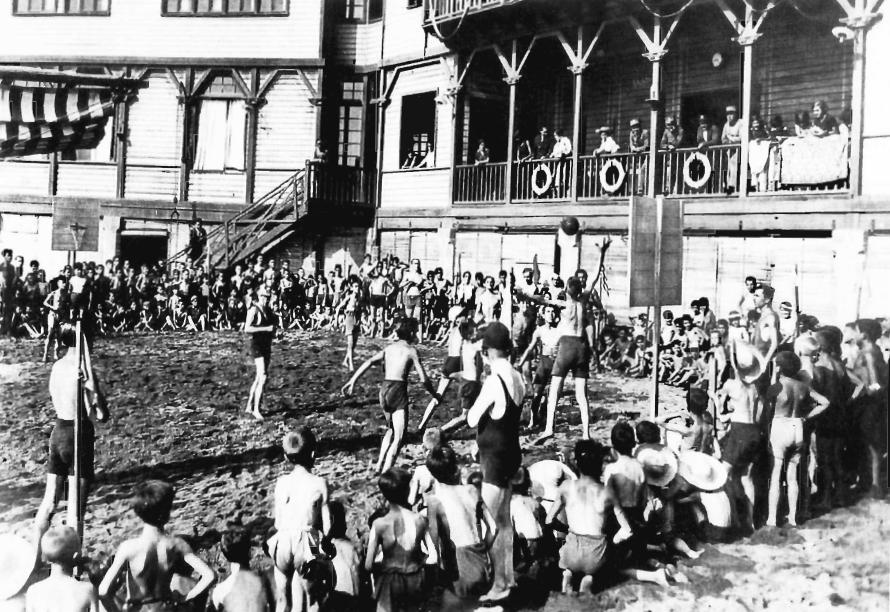
Els alumnes de l'Escola del Mar realitzant alguna de les activitats del programa pedagògic del centre

La revista es va deixar d'editar a partir del juliol del 1936, a causa de la Revolució Social i del posterior esclat de la Guerra Civil espanyola, que van començar aquell mateix any.
A més, el 7 de gener de 1938 el bombardeig feixista, que va afectar la Barceloneta i Sant Martí, va destruir l'edifici original de l'Escola del Mar. Els bombers van haver de sufocar el gran incendi de l'escola construïda amb fusta.
Després de la Guerra Civil, la revista es va reprendre l'abril del 1948, amb el mateix nom, però amb la redacció en castellà i amb el subtítol «Actividades y selecciones». A partir de 1948 també van canviar el nom de l'editor, que de dir-se Escola del Mar va passar a dir-se Antigua Escuela del Mar. Tot això va provocar la pèrdua de l'essència de la revista original.

## Publicacions
Garbí va fer publicacions des de l'any 1933 al 1936, les quals van estar dividides en dues etapes. La primera etapa va durar des del novembre del 1933 fins al març del 1934, en què es van publicar els números 1, 2, 3, 4 i 5. La segona etapa va durar des de l'abril de l'any 1934 fins al juny de l'any 1936, començant per la publicació del número 6 fins a arribar a la darrera publicació, el número 23.
| Garbí (Novembre 1933 – Juny 1936) |          |      |
| Número                            | Mes      | Any  |
| Núm. 1                            | Novembre | 1933 |
| Núm. 2                            | Desembre | 1933 |
| Núm. 3                            | Gener    | 1934 |
| Núm. 4                            | Febrer   | 1934 |
| Núm. 5                            | Març     | 1934 |
| Núm. 6                            | Abril    | 1934 |
| Núm. 7                            | Maig     | 1934 |
| Núm. 8                            | Juny     | 1934 |
| Núm. 9                            | Novembre | 1934 |
| Núm. 10                           | Desembre | 1934 |
| Núm. 11                           | Gener    | 1935 |
| Núm. 12                           | Febrer   | 1935 |
| Núm. 13                           | Març     | 1935 |
| Núm. 14                           | Abril    | 1935 |
| Núm. 15                           | Maig     | 1935 |
| Núm. 16                           | Juny     | 1935 |
| Núm. 17                           | Novembre | 1935 |
| Núm. 18                           | Desembre | 1935 |
| Núm. 19                           | Febrer   | 1935 |
| Núm. 20                           | Març     | 1936 |
| Núm. 21                           | Abril    | 1936 |
| Núm. 22                           | Maig     | 1936 |
| Núm. 23                           | Juny     | 1936 |

## Directors, redactors i col·laboradors
L'equp de la revista Garbí estava format pel director, Pere Vergés; un cal·ligraf, Mercè Barba; dos redactors en cap, Lluís Nonell i Eugènia Nonell; tres administradors, Ramon Jaques, Jordi Barberà i Joaquim Esteban, i dos consellers tècnics, Roser Soler i Enriqueta Vilarrubias. La resta de redactors i col·laboradors, generalment, eren alumnes, antics alumnes i alguns professors de la mateixa escola.
| Equip de redacció de Garbí |                    |
| Pere Vergés                | Fundador/Director  |
| Mercè Barba                | Cal·lífrag         |
| Lluís Nonell               | Redactor en cap    |
| Eugènia Nonell             | Redactora en cap   |
| Ramon Jaques               | Administrador      |
| Jordi Barberà              | Administrador      |
| Joaquim Esteban            | Administrador      |
| Roser Soler                | Cosellera tècnica  |
| Enriqueta Vilarruibias     | Consellera tècnica |
| Ricard Bartrés             | Redactor           |
| Agustí Fresquet            | Redactor           |
| Agustina Ciurana           | Redactora          |
| Àngela Sànchez             | Redactora          |
| Carme Bartrés              | Redactora          |
| Ferran Bolao               | Redactor           |
| Frederic Rafel             | Redactor           |
| Josep Urrègola             | Redactor           |
| Josep Vallès               | Redactor           |
| Manuel Quiles              | Redactor           |
| Maria Vallès               | Redactora          |
| Mercè Torras               | Redactora          |
| Miquel Ibarz               | Redactor           |
| Núria Tirado               | Redactora          |
| Pepeta Domenech            | Redactora          |
| Pepeta Ribalta             | Redactora          |
| Pere Serra                 | Redactor           |
| Sofia Carceller            | Redactora          |
| Raquel González            | Dibuixant          |
| Eduard Fontseré            | Col·laborador      |
| Antics alumnes             | Col·laboradors     |